# Рассвет
Рассвет — студійний альбом української співачки Ірини Білик.

## Перелік пісень
1. Того кого
2. Рассвет
3. Моя любовь
4. Не любовники (feat. Роман Бабенко)
5. Такси
6. Не важно (feat. Борис Мойсеєв)
7. Сильнее
8. Лето
9. Зима (feat. ТІК)
10. За мить до поцілунку
11. Девочка
12. Не ревную (feat. Ольга Горбачева)
13. Поцелуй мою грусть
14. Прощание
15. Не цілуй (feat. ТІК)
16. Ягода
17. Кричи
18. Люблю его
19. Такси (Koshevoy Production Mix)